# La Pobla de Claramunt
La Pobla de Claramunt – gmina w Hiszpanii, w prowincji Barcelona, w Katalonii, o powierzchni 18,64 km². W 2011 roku gmina liczyła 2258 mieszkańców.